# M85 (пулемёт)
M85 — крупнокалиберный пулемёт, разработанный General Electric как замена пулемёту М2, стреляет патронами калибра 12,7×99 мм. Использовался в основном как вооружение для бронетехники, устанавливался на танк М60  и десантной машине-амфибии AAV7. Вооружённые силы Великобритании также испытывали пулемёт, дав ему обозначение XL17E1, который не был поставлен на вооружение.

## Конструкция
M85 как замена M2.  был гораздо легче и мощней. Имел скорострельность 400 об/мин и 900 об/мин. Пулемёт был ненадежен в эксплуатации из за застревания металлического звена в системе подачи. Также был разработан вариант для пехоты под названием M85C, оснащённый прицелом и рукояткой-лопатой, который не был принят на вооружение. 